# Richard Worsley (7e baronnet)
Richard Worsley, 7e baronnet, (13 février 1751 - 8 août 1805) est un homme politique britannique qui siège à la Chambre des communes entre 1774 et 1801. Il est un collectionneur d'antiquités réputé.

## Jeunesse

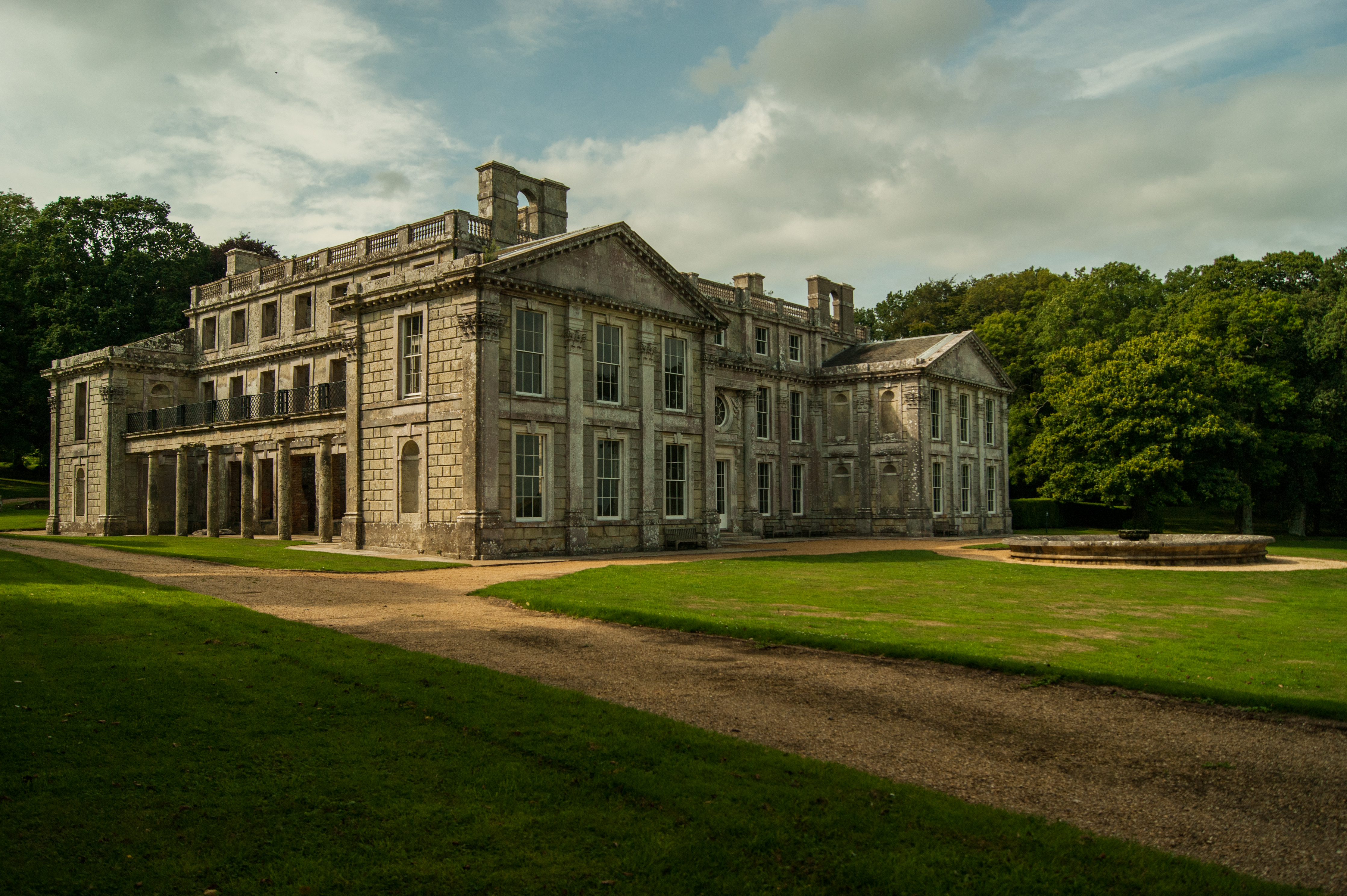
Appuldurcombe House

Worsley est né à Appuldurcombe House, près de Wroxall, sur l'île de Wight, fils de Thomas Worsley, 6e baronnet (1726-1768) et d'Elizabeth Boyle (1731-1800), fille de John Boyle, 5e comte de Cork et Henrietta, sa première femme. Il devient baronnet à la mort de son père le 23 septembre 1768.

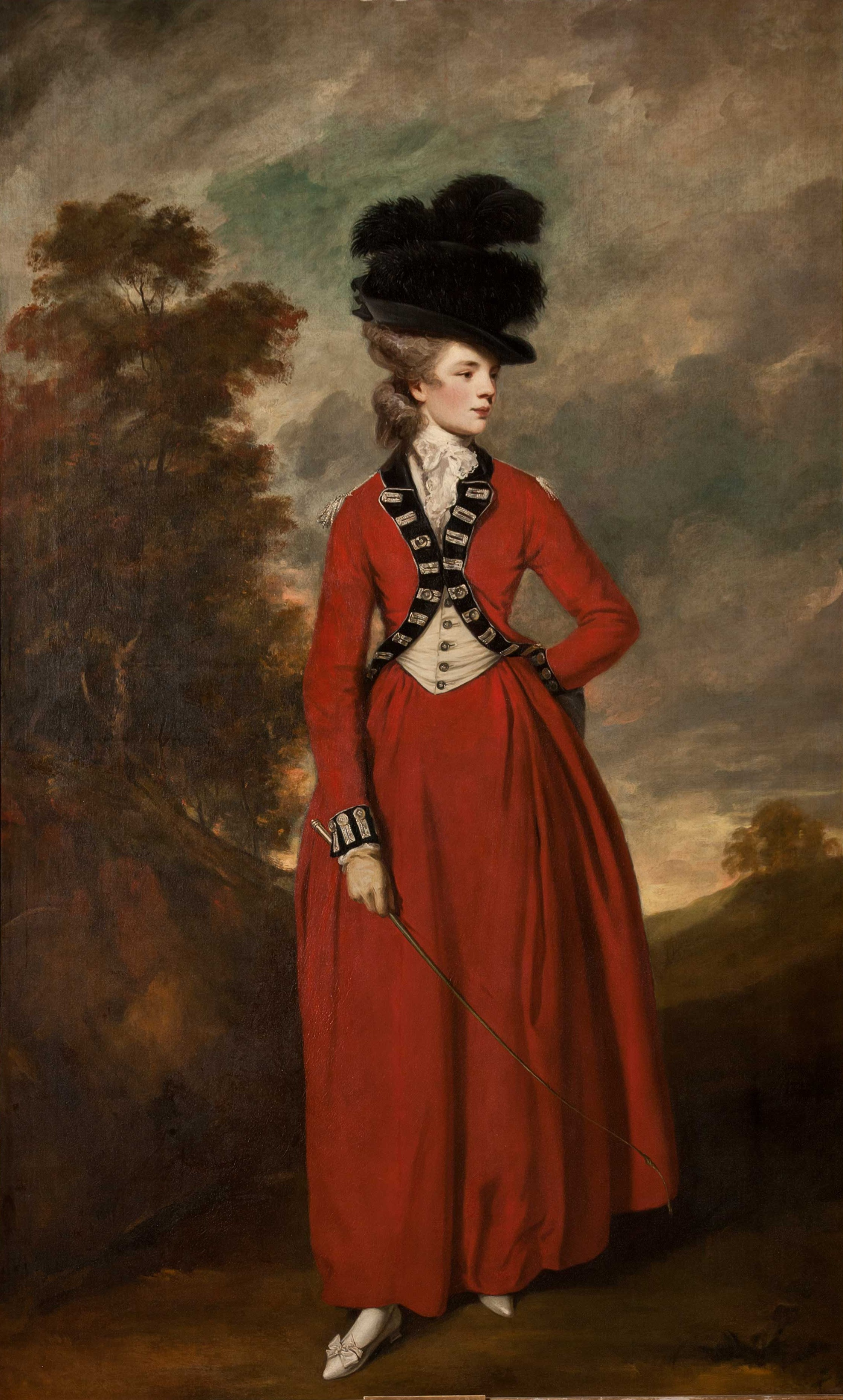
Lady Worsley en tenue adaptée de l'uniforme du régiment de son mari

Diplômé du Winchester College, Worsley passe environ deux ans à Naples avec ses parents de 1765 à 1767, avant d’être inscrit au Corpus Christi College d’Oxford le 9 avril 1768. Au lieu de passer un diplôme, il décide de terminer ses études par un Grand Tour continental de 1769 à 1770, sous la direction de Georges Deyverdun, un contact de Edward Gibbon, un ami de la famille.

## Carrière politique
Après son retour en Grande-Bretagne, Worsley occupe le poste de haut shérif de Hampshire de 1773 à 1774, puis entre à la Chambre des communes en 1774 pour la circonscription de Newport. Partisan du gouvernement de Frederick North, il est nommé greffier du conseil du drap vert en 1777, contrôleur de la maison du roi (1779-1782), conseiller privé (à partir de 1780) et gouverneur de l'île de Wight (1780-1782). En 1775, il s'est marié. 
Il ne parvient pas à se faire élire à l'élection partielle dans le Hampshire en décembre 1779 et perd tous ses postes lors de la chute du gouvernement North en 1782. Les scandales impliquant sa femme ont encore plus endommagé sa carrière politique. Worsley part pour l'Espagne, le Portugal et la France (1783-1784, quittant son siège parlementaire après son départ) et passe l'hiver à Rome. Après d'autres voyages, il revient en Angleterre en 1788.
Il est réélu au Parlement en tant que député de Newtown, dans l’île de Wight, de 1790 à 1793. Il est ambassadeur de Grande-Bretagne auprès de la république de Venise de 1794 à l'annexion de Venise par la France en 1797. Dans ce dernier poste, il continue à collecter des antiquités (les guerres de la Révolution française gardant les prix bas à l'époque) et s'efforce d'empêcher l'ambassadeur de France de profiter de la neutralité de Venise. Il réussit à s'échapper de Venise quand les Français l'envahissent, laissant ses collections d'art de Venise dans le convoi avec des instructions pour rester à Fiume pour attendre une situation plus paisible avant de revenir en Angleterre. Il débarque en Angleterre à la mi-septembre 1797 et reçoit de la couronne une rente de 600 £.
Réélu par contumace pour Newtown en 1796, Worsley occupe ce siège jusqu'à la démission de William Pitt le Jeune en février 1801, mettant ainsi fin à sa participation à la vie publique.

## Antiquaire et collectionneur
En 1778, Worsley est élu membre de la Society of Antiquaries of London et de la Royal Society. 
En février 1785, il quitte Rome pour le Levant avec Willey Reveley. Il visite Athènes (à partir de 1785), l'intérieur de la Grèce, Rhodes, le Caire, Constantinople, Sigeion (1786), Troie (1786) et la Crimée. Au cours de ses voyages, il constitue une collection de pierres précieuses, de peintures, de sculptures et de bas-reliefs. Il perd les peintures lors de l'internement de la collection au Portugal lors de son retour de l'Est en Grande-Bretagne via Rome en 1797. À Rome, il achète d'autres antiquités à Thomas Jenkins et Giovanni Battista Piranesi et devient un ami de l'ambassadeur d'Espagne, José Nicolás de Azara, et de l'antiquaire Ennius Quirinus Visconti (qui écrit plus tard le texte de la publication de ses collections par Worsley (1794 - 1805)). 
À son retour, il organise la collection chez lui, à Appuldurcombe, où il fait aménager le terrain par Capability Brown. Il constitue la plus vaste collection de sculptures grecques de Grande-Bretagne avant l’arrivée des Marbres Elgin. 
Il vit alors dans l'isolement, principalement à Sea Cottage (plus tard connu sous le nom de Marine Villa), qu'il construit au début des années 1790 près de St Lawrence, dans le Undercliff de l'île de Wight, ajoutant de petits temples classiques sur son terrain et tentant sans succès de planter une vigne. En 1801, un agent du gouvernement britannique lui annonce qu'un corsaire français a amené le navire transportant ses trésors d'art à Malaga et que les peintures à bord ont été achetées à bas prix par Lucien Bonaparte. Il ne reste que les antiquités, qu'il rachète en leur payant la prime française. 

## Dernières années

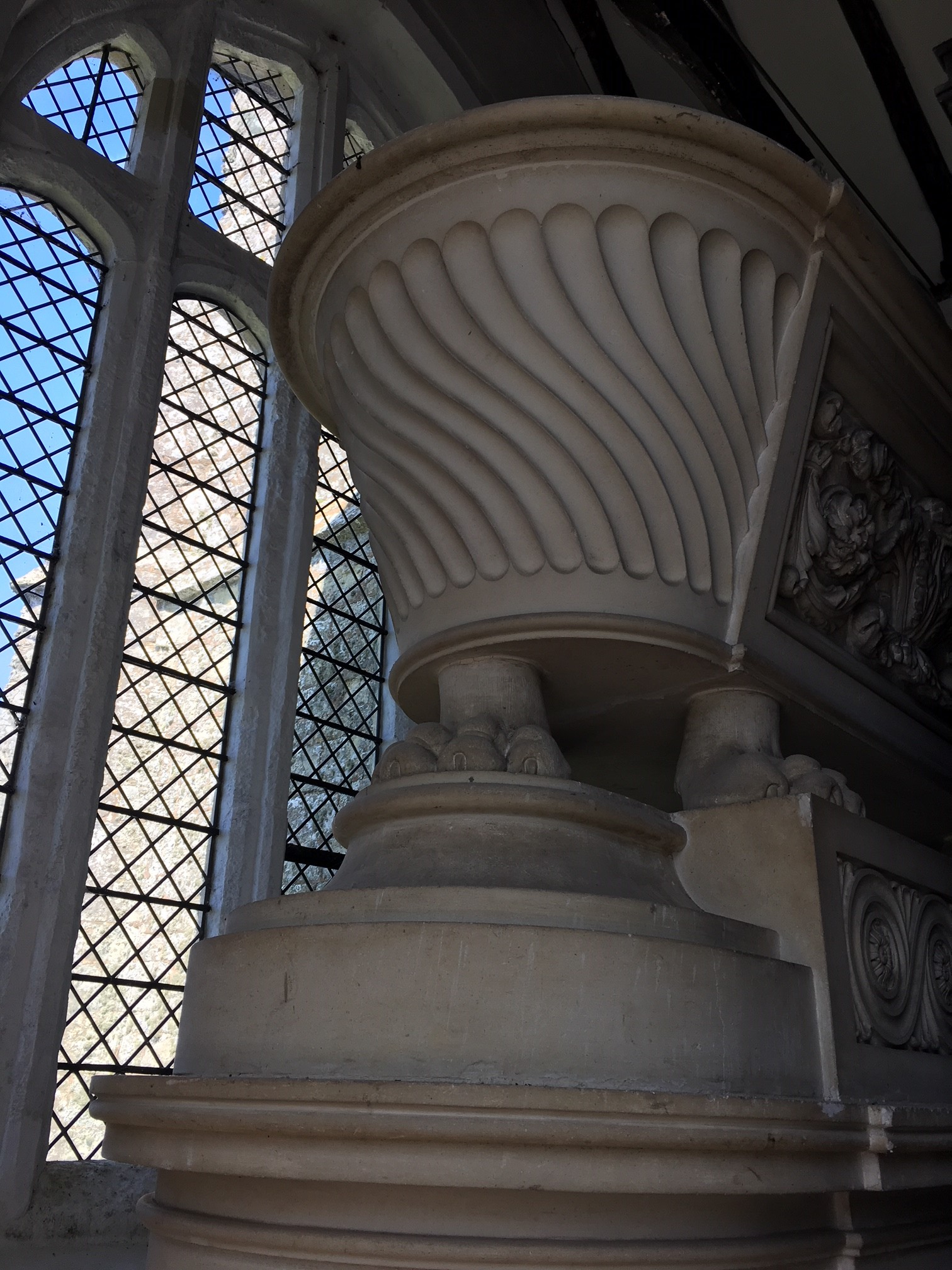
Mémorial à Sir Richard Worsley, 7e baronnet, église de tous les saints, Godshill, île de Wight

Une mauvaise santé empêche Worsley de prendre part à la défense de l'île de Wight contre la menace d'invasion napoléonienne, mais il continue à collectionner jusqu'à sa mort. Il est mort d'apoplexie le 8 août 1805 à Appuldurcombe House et est enterré à la paroisse de Godshill. La plupart des collections de Worsley sont allées au parc Brocklesby. 

## Travaux
- Achèvement d'une histoire de l'île de Wight par son père et son grand-père, 1781
- Museum Worsleianum (2 vols., 1794) [Ce catalogue de sa collection porte la date de 1794 sur les deux pages de titre, mais a été publié en série dans six fascicules] - la première partie a été publiée en 1798 (au prix de 2887 €), la première a été publiée en 1802. Ce travail a été écrit conjointement avec Ennio Quirino Visconti[3].
- Catalogue raisonné des principaux tableaux d'Appuldurcombe (1804, imprimé privé)

## Famille
Le 20 septembre 1775, Worsley épouse Seymour Fleming, fille cadette de John Fleming, 1er baronnet de Brompton Park, dans le Middlesex, et de son épouse, Jane Fleming (décédée en 1811). Ils ont un fils légitime, Robert Edwin (1776-1795) et il revendique la paternité de la fille de Seymour, Jane Seymour Worsley, même s'il la sait être la fille de l'amant de Seymour, George Bisset. Cela est fait pour éviter le scandale, permettant à l'affaire de rester secrète. Seymour Fleming apporte 52 000 £ au mariage, qui devient bientôt malheureux.
Sa femme est connue pour avoir 27 amants, et en 1782 Worsley lance une poursuite criminelle, demandant 20 000 £ de dommages et intérêts contre un d'entre eux, George M Bissett, un officier de milice du Hampshire qui a vécu près d'eux. Le jury considère que Worsley a été connivent dans l'adultère et ne lui accorde qu'un shilling en dommages-intérêts. En 1788, lui et son ex-épouse se séparent et elle reprend son nom de naissance, Fleming. Worsley commence une liaison avec une Mme Sarah Smith, qui dure jusqu'à sa mort.
Le titre de baronnet passe à Henry Worsley-Holmes, le cousin de Worsley. La dot de 70 000 £ de Fleming lui revient et un peu plus d’un mois plus tard, le 12 septembre, elle épouse John Lewis Cuchet à Farnham.
Worsley laisse une succession avec de lourdes dettes. Appuldurcombe passe à sa nièce, Henrietta Anna Maria Charlotte (fille de John Bridgeman Simpson), qui épouse Charles Anderson-Pelham, plus tard premier comte de Yarborough, en 1806.